# Chiesa della Natività della Beata Vergine Maria (Bagnolo di Po)
La chiesa della Natività della Beata Vergine Maria è la parrocchiale di Bagnolo di Po, in provincia di Rovigo e diocesi di Adria-Rovigo; fa parte del vicariato di Badia-Trecenta.

## Storia

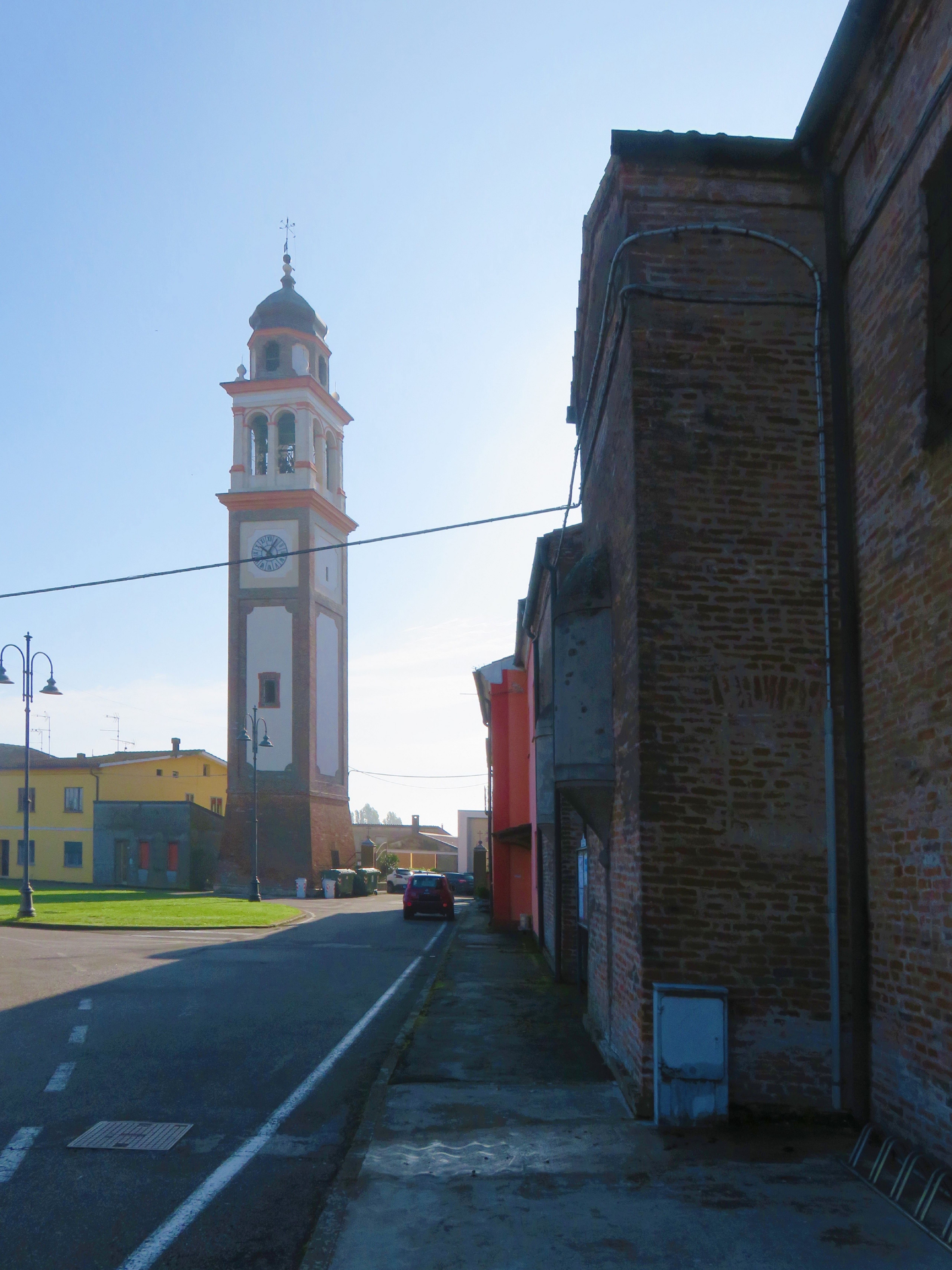
Campanile.

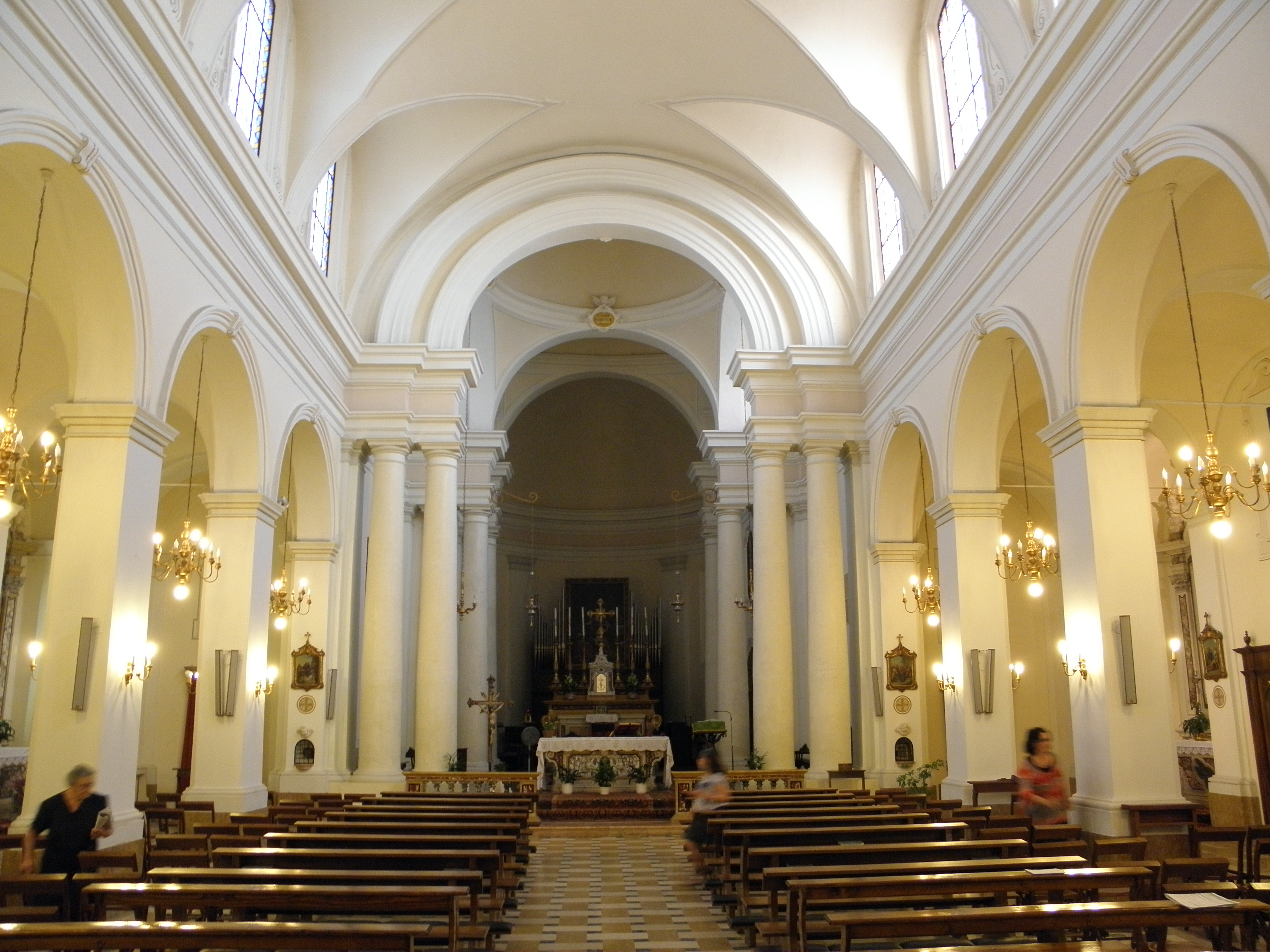
Interno

La prima citazione di un luogo di culto cattolico a Bagnolo di Po risale al XIII secolo. In documentazione del secolo successivo l'allora cappella risultava compresa nella diocesi di Ferrara come filiale della chiesa di San Giorgio Martire di Trecenta. Fu oggetto di visite pastorali dei vescovi Giovanni Tavelli nel 1434 e Francesco de Lignamine nel 1449.
Venne danneggiata dai terremoti del 1561 e del 1570 e fu necessario un restauro, nel 1574. Nel 1585 venne compromessa irrimediabilmente dall'esondazione del Tartaro e fu necessario abbatterla e ricostruirla. Tali lavori iniziarono nel 1591 e terminarono nel 1599. L'edificio poi venne ampliato nella seconda metà del XVIII secolo.
L'edificio recente fu edificato tra il 1763 e il 1796. Nel 1818 vi fu una modifica nella giurisdizione ecclesiastica e la parrocchia passò dall'arcidiocesi di Ferrara-Comacchio alla diocesi di Adria-Rovigo. Nel 1960 la chiesa fu sottoposta a interventi di restauro, che riguardarono l'intera struttura e soprattutto la cappella di San Gottardo. Altri lavori furono eseguiti nei due decenni successivi e nuovamente nel 2004.

## Descrizione
La chiesa si sviluppa su un impianto basilicale a tre navate, con ingresso a ovest e presbiterio absidato a est.

### Esterno
La facciata a salienti è simmetrica e interamente intonacata. Presenta un doppio ordine di lesene doriche e ioniche. Vi sono tre portali architravati e coronati da frontoni curvilinei. La facciata ha un ampio frontone triangolare nella parte centrale e ai lati i salienti si allungano fino alle estremità dove si alzano due pinnacoli piramidali.
Il campanile, eretto separatamente dal corpo dell'edificio, è stato costruito alla fine del XIX secolo.

### Interno
All'interno la navata centrale, coperta da una volta a botte lunettata, è scandita dalle laterali da una serie di arcate a tutto sesto, rette da pilastri dorici; sulle navatelle si affacciano le cappelle, tra cui quella dedicata a san Gottardo, contenente la venerata statua lignea ottocentesca raffigurante San Gottardo.
Il transetto, chiuso superiormente da una cupola, è preceduto da un'ampia arcata a tutto sesto, sostenuta da due colonne doriche per parte; il presbiterio, coperto da una volta a botte, ospita l'altare maggiore marmoreo a mensa; sul fondo l'abside accoglie la pala della Natività della Vergine, eseguita probabilmente verso la fine del XVI secolo da Carlo Bononi.